# MicroStation
MicroStation är ett komplett CAD-program för 2D och 3D från Bentley Systems. 
MicroStation har sedan den första versionen på 80-talet utvecklats till en av de ledande CAD-programmen. Idag finns MicroStation för Windows men har tidigare även funnits i versioner för Linux, Unix och Mac. Det egna filformatet har ändelsen DGN och filerna kallas designfiler. MicroStation är kompatibelt med AutoCADs DWG-format. Den senaste versionen heter MicroStation CONNECT Edition och är en 64-bitars programvara.